# Potez 540
Le Potez 540 est un multiplace de combat français de l'entre-deux-guerres, qui symbolise l'application à la française des théories du célèbre général italien Giulio Douhet. Utilisé durant la guerre civile espagnole par une escadrille internationale commandée par André Malraux, il était encore employé au début de la Seconde Guerre mondiale par l'armée de l'air française comme avion de reconnaissance.

## Conception

### Le concept BCR
Le 1er avril 1933 Pierre Cot, ministre de l'Air, signa un décret séparant l'Aéronautique militaire des armes terrestre et navale. Il y avait alors urgence à rénover le parc aérien de la nouvelle armée de l'air, et en particulier les aviations de bombardement et de reconnaissance. Soit 631 bombardiers Breguet 19 et LeO 20 (issus d'un programme datant de 1923), Amiot 122 et Blériot 127, mais aussi 2 158 Breguet 19, Breguet 27 et Potez 25 de reconnaissance à remplacer. En juin 1933 le Conseil supérieur de l'air adopta un programme visant au réaménagement des bases aériennes, à la réorganisation des unités et au renouvellement complet du parc. Le Plan I fut voté par le parlement le 6 juillet 1934. Il prévoyait l'achat de 350 bombardiers, 350 chasseurs et 310 avions de renseignement, soit 1 343 appareils modernes à construire en comptant le volant. La grande nouveauté de ce programme était l'abandon des traditionnels biplaces de bombardement et d'armée au profit de multiplaces polyvalents désignés BCR.
Tirant les enseignements de la Grande Guerre, le général Giulio Douhet avait développé une théorie de la maîtrise de l'air et défini les concepts de guerre totale et de guerre d'usure. Selon lui la défense du territoire relevait des forces terrestres et navales, tandis que l'aviation, arme suprême, frappant les centres vitaux de l'adversaire, tels qu'usines, arsenaux ou voies de communication, provoquant l'effondrement rapide de l'adversaire. Toujours selon Douhet, l'issue d'un combat aérien était déterminé par la puissance de feu des protagonistes, la vitesse n'intervenant que dans l'interception ou la fuite. D'où l'émergence du concept de l'avion de bataille ou croiseur aérien fortement armé, capable d'assurer seul sa défense et de bombarder massivement les zones urbaines et industrielles après acquisition de la maîtrise du ciel.
C'est de ce principe simpliste que naquit en France au début des années 1930 le concept du multiplace Bombardement, Chasse, Reconnaissance (BCR), solution miracle qui devait permettre de doter la nouvelle armée de l'air d'un seul appareil pour assurer à la fois les missions d'observation aérienne qu'elle devait assurer au profit de l'armée de terre, et compléter les forces de bombardement. Le programme BCR fut formalisé en octobre 1933 et les constructeurs français invités à concevoir une machine de 5 à 7 tonnes avec un équipage de 4 à 5 hommes, armé de mitrailleuses en tourelles, capable de transporter 1 tonne de bombes, des appareils photographiques et un équipement radio. Il devait pouvoir évoluer à 350 km/h à une altitude de croisière de 4 000 m avec un rayon d'action de 1 000 à 1 300 km. Un tel programme n'était réalisable qu'en acceptant des compromis et les avions issus des programmes BCR furent en fait utilisés, en France du moins, principalement aux missions de reconnaissance.
Trois appareils furent testés initialement, les Breguet 460, Farman F.420 (en) et Bloch MB.130. Mais finalement, c'est le Potez 540 qui fut retenu et commandé en série.

### La solution Potez
Dessiné par l'ingénieur Coroller et construit sur fonds propres, le prototype de ce quadriplace fut mis en chantier le 25 août 1933 et prit l'air le 14 novembre 1933, piloté par Labouchère, un record de rapidité pour l'époque. C'était un curieux mélange de modernité (postes fermés, train semi-escamotable, postes de tir équipés de tourelles, canon de 20 mm à tir automatique Hispano S9 équipant la tourelle supérieure, …) et d'archaïsme (construction en bois, volumineux fuselage de section rectangulaire comportant deux grands panneaux en bois, aile haute semi-cantilever à structure métallique entoilée, une forêt de mats soutenant les moteurs suspendus sous la voilure, …). Équipé d'une double dérive, le prototype était tracté par des moteurs 12 cylindres en V refroidis par eau Hispano-Suiza 12Xbrs de 690 ch (720 ch à 3 900 m) entraînant des bipales en bois à pas fixe. Cet appareil était maniable, dépassait 350 km/h avec ses équipements militaires, équipé pour le vol nocturne et le PSV, mais pénible à piloter en raison de vibrations importantes au niveau des fuseaux-moteurs. 4 appareils de présérie (no 2 à 5) à moteur Hispano-Suiza 12Xirs/Xjrs (la puissance est identique mais le sens de rotation des hélices est inversé) et hélices tripales métalliques furent commandés dès la fin 1933.
Les essais officiels débutèrent le 23 mars 1934 au Centre d'essais du matériel aérien (CEMA), pour s'achever le 5 mai, période durant laquelle le prototype subit quelques modifications : pour améliorer la stabilité un empennage monodérive fut essayé puis adopté, le train d'atterrissage fut renforcé, on essaya en vain d'améliorer le freinage, la disposition du poste de pilotage fut revue, les bipales en bois remplacées par des tripales métalliques à pas variable. D'autres motorisations furent également expérimentées : un Potez 541 reçut des moteurs 14 cylindres en double étoile à refroidissement par air Gnome et Rhône 14Kdrs de 860 ch. Cet appareil fut refusé par l'armée de l'air, mais servit de base au Potez 543, version d'exportation dont le gouvernement roumain commandera 10 exemplaires courant 1935, commande ramenée par la suite à 8 appareils. Ces appareils ainsi que l'unique Potez 541 furent livrés entre 1936 et 1939.
Le 25 novembre 1934 le prototype fut remis à l'armée de l'air. La mise en place du Plan I de rééquipement de l'armée de l'air permit fin décembre de régulariser la commande des 4 appareils de présérie et de commander un prototype Potez 542 à moteurs Lorraine Petrel 12Hdrs/Hers de 720 ch et 39 Potez 540 (no 6 à 44). Ces appareils de série, comme les suivants, étaient quintuplaces, et le canon Hispano-Suiza de 20 mm en tourelle dorsale fut remplacé par une classique mitrailleuse MAC 34 de 7,5 mm. Équipés d'hélices tripales métalliques Ratier, ces bimoteurs devaient remplacer les multiplaces de combat Breguet 413/414 dont la commande fut annulée début 1935.
L'annonce du réarmement allemand entraîna le 18 avril 1935 une nouvelle commande de 50 Potez 540 (no 45 à 94) mais aussi de 40 Potez 542 (no 95 à 134), dont le prototype Potez 542-01 avait fait son premier vol le 24 janvier 1935. Enfin le général Denain réagit à l'annonce du rétablissement du service militaire en Allemagne, violation manifeste du traité de Versailles, en commandant un an plus tard 6 Potez 540 (no 135 à 140) et 10 Potez 542 (no 141 à 150) à Potez, mais aussi 30 appareils chez Blériot (no 151 à 180), 20 à la société Latécoère (no 181 à 200) et 40 à produire par l'usine Breguet de Saint-Nazaire (no 201 à 240). Ces 90 dernières machines étaient toutes de type 540.
Les premiers Potez 540 de série sortirent d'usine à Méaulte en mai 1935. Ils rééquipèrent les GR I/54 au Bourget et GR I/33 à Nancy, puis le GR I/55 à Lyon-Bron et le Groupe de reconnaissance autonome de Cazaux. Les Potez 542 sortirent à leur tour d'usine en 1936, permettant au GR II/33 d'abandonner enfin ses Potez 25.
Dans le cadre du Plan II de rééquipement de l'armée de l'air, approuvé en novembre 1936, on note encore la commande de 3 Potez 540 (no 241 à 243) et 16 Potez 542 (no 244 à 259) début 1937. Ces appareils étaient de type TOE, donc tropicalisés en vue d'utilisation dans les colonies. 1937 vit donc la livraison des derniers appareils (40 Potez 540 et 24 Potez 542), et le début de leur déploiement outre-mer : Afrique du Nord, mais aussi Liban, Afrique équatoriale et finalement Indochine.
Avec les appareils roumains ce sont donc 270 Potez 54x qui ont été construits.

## Carrière opérationnelle

### Laguerre civile espagnole

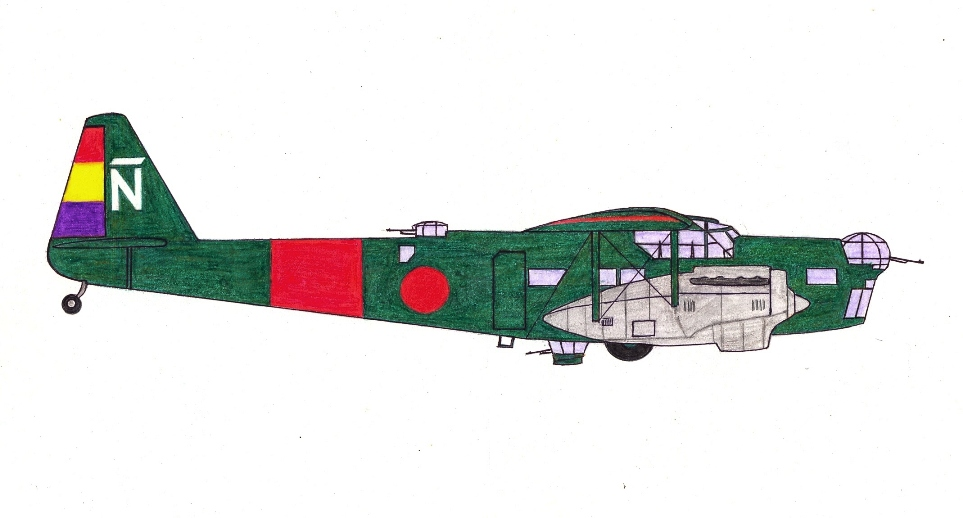
Le Potez 540 Ñ des forces aériennes de la République espagnole. Le destin tragique de cet appareil a inspiré à André Malraux son film Espoir, sierra de Teruel, adaptation au cinéma de son roman L'Espoir.

Le 17 juillet 1936 la Légion étrangère espagnole, commandée par le général Franco, entra en rébellion contre le gouvernement de Madrid. Le 18 juillet le mouvement gagna des casernes en Espagne et le 19 juillet José Giral, chef du gouvernement espagnol sollicita l'aide du Président du Conseil français, Léon Blum. Alors que les troupes marocaines débarquaient en Andalousie et faisaient rapidement mouvement sur Madrid, soutenus par des avions saisis à Séville, Blum acceptait de fournir une vingtaine d'avions de bombardement. Mais le gouvernement de Front populaire français était partagé sur la question et le Président de la République Française Albert Lebrun opposé à une aide directe. Léon Blum décida donc d'aider les Républicains espagnols avec discrétion, attitude qu'il justifia par le traité franco-espagnol signé quelques mois plus tôt. Pierre Cot, ministre de l'Air et chaud partisan d'une aide à l'Espagne républicaine, chargea son chef de cabinet Jean Moulin de suivre le dossier espagnol. Les services du ministère de l'Air recensèrent les avions disponibles ou en cours de production pouvant être vendus. On trouva un lot de Potez 540/542 et, le 25 juillet, vingt machines en attente de livraison à l'armée de l'air quittèrent Étampes pour Toulouse. Ces avions étaient désarmés et la présence à bord de personnel de l'armée de l'air strictement interdite. Ils furent ostensiblement livrés à la compagnie aérienne LAPE, dont les pilotes assurèrent le convoyage entre Toulouse et Barcelone. 5 appareils passèrent en Espagne entre le 15 et le 18 aout 1936, un autre fin septembre. Mais les mitrailleuses Vickers de 7,69 mm qui devaient équiper ces bimoteurs n'arrivèrent jamais à destination, pas plus que les lance-bombes.
Pendant ce temps, à Paris, André Malraux, membre du Comité mondial antifasciste, organisait chez lui une annexe de l'ambassade d'Espagne aux fins de recruter des pilotes et organiser administrativement et financièrement leur transfert vers l'Espagne, sans expérience aéronautique ou militaire, mais avec enthousiasme. Grâce à Jean Moulin il obtint une liste de pilotes réservistes susceptibles de volontariat.
Tous ces efforts aboutirent à la constitution à Barcelone de l'Escuadrilla España, transférée le 16 août 1936 à Madrid, où le gouvernement espagnol, réticent devant ces mercenaires bien payés et indépendants, accepta de leur confier les 5 Potez, et quelques vieux chasseurs Nieuport 52 pour les escorter. Symboliquement les Potez furent identifiés par les lettres E, S, P, A et Ñ que Malraux fit peindre sur les dérives. L'aviation nationaliste étant encore mal organisée et équipée de vieux avions saisis au gouvernement espagnol, les premières missions de l'Escadrille Espagne furent spectaculaires : le 1er septembre, le groupe attaqua par surprise un aérodrome secret des insurgés près d'Olmedo, épisode romancé dans un des chapitres de L'Espoir. Le 20 septembre trois avions seulement étaient en état de vol, les autres ayant été endommagés par la chasse adverse. Le 25 septembre, au cours d'un raid sur Grenade, le « E » fut victime d'une panne moteur et se posa sur le ventre dans la Sierra de Guadarrama. Le 2 octobre, un autre bimoteur était abattu ; le 5 octobre, tous les Potez étaient hors d'état de vol, et certains pilotes français rentraient déjà chez eux. Heureusement, le 15 octobre, la CAMS (filiale de Potez) livrait 6 Potez 542. Deux autres arrivèrent en Espagne avant la fin du mois. Le 27 octobre, trois Potez 542 décollaient à la tombée de la nuit d'Albacete et pilotés par Abel Guidez, René Darry et Victor Veniel, survolèrent l'aérodrome de Talavera de la Reina et bombardèrent l'état-major du général Franco sans rencontrer de résistance.
L'arrivée des renforts russes à partir d'octobre fit perdre progressivement de l'importance aux Potez 54. Au 28 octobre 1936, marqué par la première utilisation du Tupolev SB qui parvenait au front un par un, l'avion français constituait toujours la cheville ouvrière de l'aviation de bombardement républicaine avec 7 avions opérationnels. Mi-novembre toutefois, tous les équipages russes étant passés sur SB, le peu d'avions restants fut rétrocédé aux pilotes français ou mercenaires. L'Escuadra España, fut transférée ultérieurement à Señera-Chiva et rebaptisée Aviation antifasciste André Malraux. Les Potez bombardèrent la ville de Teruel et les alentours en soutien de la XIIIe brigade internationale. Le 26 décembre, ils frappèrent la gare et l'usine électrique de Teruel ; repartant pour bombarder à nouveau ces objectifs, le « S », piloté par Darry avec Malraux comme observateur, ne put pas décoller parce qu'un des moteurs était endommagé et quitta la piste ; l'avion fut détruit, mais il n'y eut pas de mort. Trois autres Potez dont deux appartenant à une unité républicaine, atteignirent donc Teruel, où ils furent surpris par des Heinkel He 51 au moment où trois Polikarpov I-15 Chatos d'escorte arrivaient pour assurer leur protection. Dans le combat qui s'ensuivit, un Heinkel fut abattu et les autres prirent la fuite mais seulement après avoir touché le « N », piloté par Marcel Florein et le « O », piloté par le capitaine Gregorio Garay. Le « N » s'écrasa dans la région de Mora de Rubielos, à 40 km au sud-est de Teruel. Le 29 décembre, la base des chasseurs He 51 à Concud-Caudé fut attaquée par surprise par les Potez, qui y détruisirent les trois chasseurs s'y trouvant encore. La dernière action dans le secteur de Teruel eut lieu le 31 décembre, après quoi tout ce front se calma jusqu'en août 1937.
Transférée à Alcantarilla, l'escadrille de Malraux, réduite à deux Potez (« P » et « B »), fut finalement détachée à l'aérodrome de Tabernas, Almería, pour couvrir la retraite de la population de Malaga sous la protection de cinq Polikarpov I-15 Chatos. Le 11 février 1938, les deux Potez décollèrent pour effectuer une mission de couverture avec trois chasseurs I-15. Ils furent surpris à basse altitude par une escadrille de Fiat CR.32 qui débordèrent les Chato et mitraillèrent les lourds Potez. Le « B », piloté par Guy Santès, tomba dans l'eau sur la plage de Castel del Ferro, près de Motril ; le copilote Jan-Frederikus Stolk fut tué, le reste de l'équipage blessé. Le « P » tomba sur Liano de Dalia mais on n'enregistra aucune perte dans l'équipage. Faute d'avions, l'escadrille internationale fut alors dissoute.
Au total 18 à 20 bimoteurs parvinrent en Espagne, dont 6 Potez 540, 7 Potez 542 et 1 Potez 544 d'août à octobre 1936. Très médiatisée, l'Escuadra España en utilisa au total une bonne moitié, mais ne disposa jamais de plus de 6 avions disponibles à la fois. Elle ne fut pas non plus la seule à utiliser ce bimoteur en Espagne, certains avions étant livrés par des filières mystérieuses en 1937 à raison de 4 à 6 appareils. Entre septembre et octobre 1936, l'unité mixte de Martin Luna, stationnée à Madrid, aurait perdu 5 Potez 540, appartenant probablement au premier lot livré (?). Au printemps 1937, fut constitué à Lleida le 11e groupe de bombardement de nuit qui disposait de deux Potez 540, deux Bloch MB.210 et de l'unique Breguet 460. Le premier Potez fut rapidement accidenté à Majorque par un pilote tchèque (Kozek), le second immobilisé par manque de pièces. La 2e escadrille du Groupe 72 a également disposé de 3 Potez avec un Bloch MB.200 et un Bloch MB.210, appareils affectés uniquement aux missions de reconnaissance et de transport.
Fin septembre 1936, tous les Potez 540/542 républicains furent regroupés dans une unité mixte, français, espagnols et russes se partageant ces bimoteurs en attendant l'arrivée de Tupolev SB-2. Le 25 octobre, ils attaquèrent les troupes franquistes près de Madrid. Deux jours plus tard, cinq Potez montés par des équipages russes menés par le capitaine Rokka attaquèrent un aérodrome au sud de Grenade. Début novembre, les Potez ne volèrent plus que sous escorte de chasse. Ainsi, le 3 novembre, cinq bombardiers s'envolèrent en compagnie de 10 Polikarpov I-15, le lendemain cinq chasseurs escortèrent trois bombardiers... dont la disponibilité décrut rapidement[pas clair] (assertions infirmées par les archives russes, les premiers I-15 ne parviennent que le 3 au soir. Le 4 novembre aucune mission d'escorte programmée : l'intervention des 9 Polikarpov I-15 de Piotr Pumpur contre 5 Ro 37bis et 9 CR.32 de la Cucaracha s'étant jetés sur les 2 derniers Potez opérationnels solitaires ne présentait qu'un caractère fortuit)[pas clair]. Le 10 novembre 4 Potez attaquèrent des positions d'artillerie franquistes au sud-ouest de Madrid. Touché par la DCA, l'appareil piloté par le volontaire soviétique Primo Djibelli, Italien de naissance, fut abattu.
Le pilote décédé recevant le titre de héros de l'union soviétique à titre posthume, pour l'ensemble de ses actions en Espagne, en majorité sur Breguet XIX.
Durant son utilisation en Espagne, le Potez 540/542 s'est révélé un avion facile à piloter, stable et capable d'encaisser de nombreux coups, en particulier grâce à ses réservoirs auto-obturants, une innovation que les Russes se firent un devoir d'étudier avec la plus grande attention. Le poste d'équipage était conçu pour faciliter les communications entre les membres de l'équipage, et l'avion bien pourvu en instruments. Le secteur de tir des armes était très vaste, ainsi que la visibilité des postes. En cas d'atterrissage sur le ventre, les moteurs étaient protégés par le train semi-escamotable et l'équipage avait toutes les chances de s'en tirer. Mais le Potez avait des freins déficients, une vitesse de vol nettement insuffisante (par rapport au SB-2, mais pas face au Ju 52, ni au SM.81 utilisés par le camp adverse au même moment) et enfin le moteur Lorraine-Dietrich du Potez 542 était d'une fiabilité très précaire.

### Dans l'armée de l'air
Malgré les retards de livraison, l'Armée de l'Air disposait au 1er janvier 1938 de 182 Potez 540/542. Ils équipaient les 36e, 38e, 51e, 52e, 54e, et 55e Escadres, le GAR 512 et le GAO 1/506. Reconnus dépassés, ils commençaient à être remplacés en première ligne par les Potez 637 ou Breguet 691/693 et affectés à l'instruction des équipages de bombardement. 7 appareils furent désarmés, pourvus d'immatriculations civiles, réaménagés en transports VIP pour 7 passagers et versés à l'Escadrille ministérielle de Villacoublay, ancêtre du groupe de liaisons aériennes ministérielles (GLAM). Un autre fut affecté aux déplacements du ministre de la Marine, réaménagé avec un salon comprenant deux banquettes et un cabinet de toilette. Doté d'un équipement radio totalement modifié, cet avion ministériel fut doté d'une immatriculation civile [F-APEU] bien que portant sur le fuselage les cocardes spécifiques à l'Aéronautique navale. Un Potez 542 fut également remotorisé avec des moteurs Hispano-Suiza 12Ybrs de 860 ch, son armement étant remplacé une batterie d'équipements photographiques spéciaux. Devenu Potez 544, il fut discrètement utilisé pour des missions de reconnaissance dans les régions frontalières de l'Allemagne et de l'Italie au profit de l'état-major. Il effectua en particulier une série de reconnaissances sur la ligne Siegfried.
Pourtant, le 1er septembre 1939, on comptait encore 85 Potez 540/542 (dont 73 bons de guerre) en première ligne, (54e et 63e Escadre de bombardement, 36e Escadre de reconnaissance, GAO 504, 1/506, 511, 543, 4/551, 552 et 553) , 24 (dont 6 non disponibles) en écoles et 41 (dont 31 bons de guerre) en entrepôts.
Le 10 mai 1940, il n'en restait que 23 en première ligne, dont 12 seulement disponibles, 87 dans les écoles (39 seulement disponibles) dont une dizaine transférés à la Marine, et 16 en état de vol affectés à divers centres d'essais et unités spéciales. Le Potez 540 ne participa pas à la campagne de France, les appareils en première ligne se trouvant outre-mer.
En octobre 1938, l'aviation d'Indochine fut réorganisée. Les escadrilles no 2 et 6 fusionnèrent pour constituer le 41e Groupe aérien autonome. À côté des Potez 25, il disposait de 3 Potez 542 TOE. En septembre 1939, l'EB 2/42 disposait de 6 Potez à Tan Son Nhut. Fin 1940, ils furent engagés dans le conflit frontalier avec la Thaïlande.
En AOF, l'escadrille no 1 disposa dès 1938 de trois Potez 540 TOE. Une escadrille no 4 est créée à la fin de l'année sur Potez 542 TOE. Renforcées de Farman F.222, elles fusionnent le 1er juillet 1939 pour constituer le 43e GAA à Thiès.

### Au service de Vichy
Au moment de l'armistice du 22 juin 1940, on comptait 71 Potez repliés sur l'Afrique du Nord et quelques exemplaires en Grande-Bretagne. Une partie des bimoteurs évacués en Afrique du Nord furent renvoyés en métropole et quelques appareils abandonnés sur place remis en état de vol pour intégrer l'aviation de Vichy. Ils furent utilisés comme avions de transport, affectés aux déplacements ministériels ou à l'acheminement du courrier et des hauts fonctionnaires vers l'outre-Mer. Le Service civil des liaisons aériennes en utilisa une dizaine mais trois groupes de transport militaire furent aussi constitués, utilisant une dotation mixte de Potez 540, Potez 62 et Potez 65. En 1941, le GT II/15 détacha 2 Potez 540 et un Potez 65 en Syrie pour acheminer vers l'Irak une partie de l'aide allemande destinée à Rachid Ali. 3 autres Potez furent transférés d'Afrique du Nord vers le Liban le 24 septembre 1941, amenant du matériel et des munitions puis évacuant du personnel sur Athènes. Après la reddition du Liban français, le groupe rentra au Maroc. Aucun Potez ne participa au bref baroud d'honneur qui tenta de s'opposer au débarquement allié en Afrique du Nord en novembre 1942, et ils poursuivirent leurs missions de transport jusqu'à leur remplacement courant 1944 par des appareils plus appropriés d'origine américaine.